# Python (mytologi)

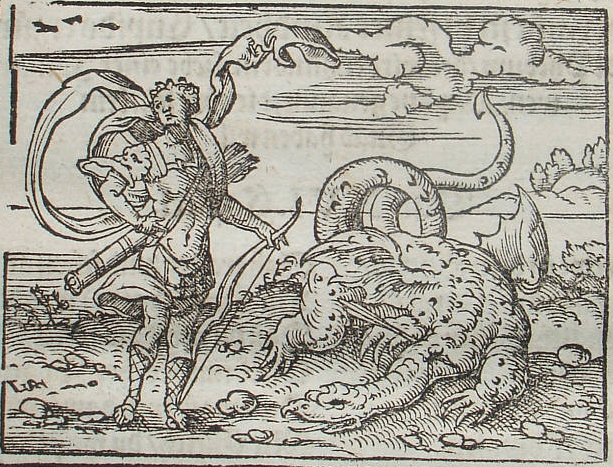
Apollon dödar Python. Gravyr av Virgilius Solis för Ovidius Metamorfoser

Python var i grekisk mytologi en jättelik orm. Ormen dödades till slut av guden Apollon vid Delfi. Python sägs ha skapats av gyttjan efter syndafloden som bara Deukalion överlevde.